# Will.i.am
William James Adams Junior, estilizado como will.i.am, ocasionalmente conhecido como Zuper Blahq (Los Angeles, 15 de março de 1975), é um rapper, compositor, ator, DJ e produtor musical norte-americano. will.i.am ganhou destaque na década de 1990 como membro do grupo de hip hop Black Eyed Peas, juntamente com apl.de.ap, Taboo e, mais tarde, a cantora Fergie. Como produtor musical, ele produziu outros artistas, incluindo Michael Jackson, Lady Gaga, Britney Spears, U2, Rihanna, Usher, Nicole Scherzinger, Justin Timberlake, Nicki Minaj, Cheryl Cole, 2NE1, Daddy Yankee, e Juanes.

## Biografia

### Infância, vida pessoal e formação do Black Eyed Peas
will.i.am nasceu e cresceu no leste de Los Angeles. Ele nunca conheceu seu pai, cresceu com sua mãe, que o encorajou a ser único e evitar em seguir com as tendências de outros jovens no bairro onde morava. Ela encorajou-o a começar a trabalhar em sua carreira musical, enviando-o para uma escola em Pacific Palisades.
Quando começou a estudar na Palisades High School, will.i.am se tornou o melhor amigo de Allan Lindo (apl.de.ap), que também seria um futuro membro do Black Eyed Peas. Enquanto ainda estava no colegial, will.i.am e apl.de.ap cantavam em clubes de Los Angeles e logo foram acompanhados por três outros artistas para formar o grupo de rap, Atban Klann. Atban Klann chamou a atenção do produtor Eazy-E e assinou com a sua gravadora, Ruthless Records, em 1991. O lançamento do álbum do grupo foi cancelado, já que Eazy-E havia falecido.
Ainda com um contrato com a Interscope Records, reformulando o grupo, com a entrada de Taboo e Kim Hill, will.i.am resolveu mudar para o R&B para se lançar no mundo da música. Inspirado na banda Red Hot Chili Peppers, will batizou a dupla de os Black Eyed Peas sendo tanto um compositor, quanto produtor, ele produziu a maioria dos álbuns do grupo.

### 2000—04:Elephunk

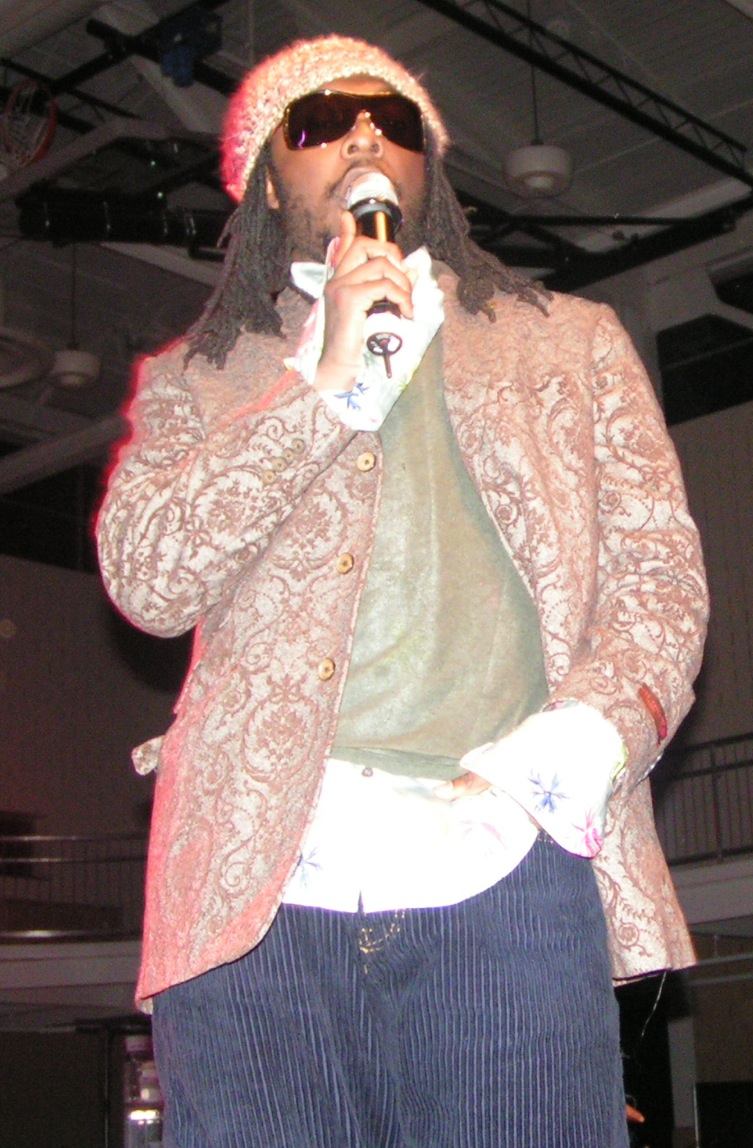
will.i.am durante performance em 2004.

Assim como a canção tema da animação de televisão norte-americana Samurai Jack. Outras aparições solo incluem um tutorial no jogo eletrônico para Playstation 2 e PC, The Urbz.
Seu terceiro álbum, Elephunk, começou a ser elaborado em 2 de Novembro de 2001, mas foi lançado apenas em 2003. Esse foi o primeiro álbum do grupo com os vocais de Fergie, substituindo Kim Hill. Originalmente, Nicole Scherzinger foi convidada para entrar no The Black Eyed Peas. Foi forçada a desistir pois ainda era membro Eden's Crush. Dante Santiago apresentou will.i.am à Fergie, que entrou no grupo em 2003.
Do álbum Elephunk veio "Where is the Love?", que se tornou o maior sucesso da carreira do Black Eyed Peas, chegando ao número 8 na Billboard Hot 100, chegou ao topo das paradas em vários outros países, incluindo 6 semanas como número 1 no Reino Unido, onde se tornou o single mais vendido de 2003. O single teve similar resultado na Austrália, ficando no número 1 por seis semanas também. Em uma entrevista para o site TalkofFame.com, Taboo revelou que o rompimento de Justin Timberlake com Britney Spears impactou na gravação de "Where Is The Love?".
O álbum lançou ainda "Shut Up", que chegou a ser número 2 no Reino Unido e em vários países e ganhou Platina e Ouro nos Estados Unidos, Reino Unido, Alemanha e outros países da Europa.
O terceiro single do álbum foi "Hey Mama" que entrou para o Top 5 na Austrália e Top 10 no Reino Unido, Alemanha e outros páises da Europa e 23 nos Estados Unidos. Ganhou mais exposição depois de aparecer em commercial do iPod.
Em 2004, ele produziu a canção "Go!" para o jogo eletrônico NBA Live 2005. Em 2005, will.i.am gravou a canção "I Am Somebody" com o guitarrista mexicano Carlos Santana para seu álbum All That I Am.

### 2005—06:Monkey Business

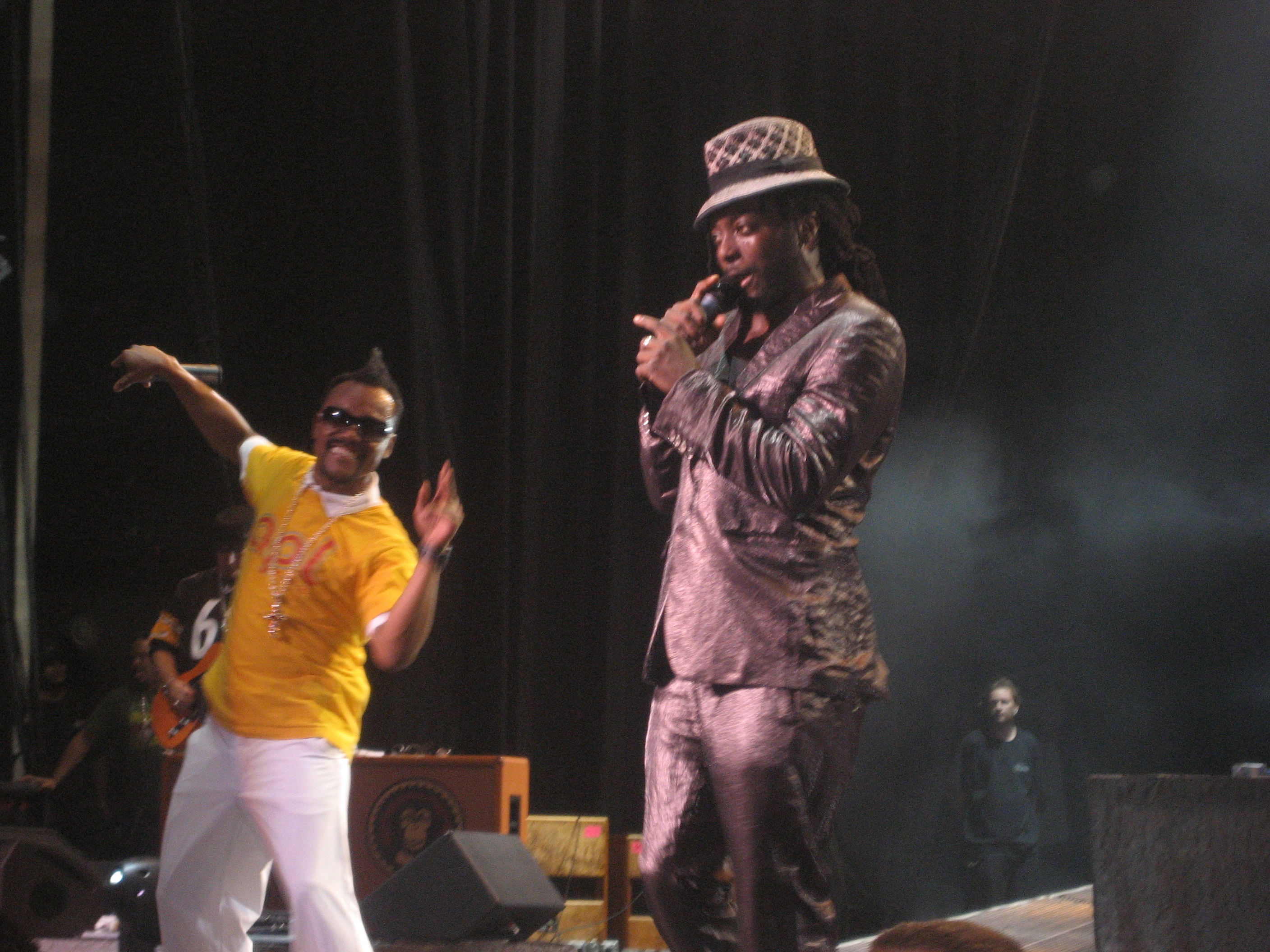
apl de e will.i.am em show do Black Eyed Peas em 2005

Seu próximo álbum, foi lançado em 7 de Junho de 2005. Mas a pré-produção e composição das músicas foram feitas no John Lennon Educational Tour Bus enquanto o Black Eyed Peas estava em turnê em 2004. O primeiro single do álbum, "Don't Phunk with My Heart", foi um hit nos E.U.A, chegando a número 3 na U.S. Hot 100. Foram indicados para o Grammy como “Best Rap Performance by a Duo or Group". A música ficou em 3º lugar no Reino Unido, em 5º no Canadá e ficou em 1º lugar na Austrália. "Don't Lie", o segundo single álbum, alcançou a posição 14ª na Billboard Hot 100, entretanto teve maior sucesso no Reino Unido e Austrália, chegando a 6ª posição no Top 10 em ambos os países. "My Humps", outra canção do álbum que ganhou grande sucesso, apesar das letras sexualmente sugestivas, chegando à 3ª posição na U.S. Hot 100 e número 1 Austrália. O álbum estreou na 2ª posição da Billboard 200, vendendo mais de 295.000 copias na primeira semana e foi certificado como tripla Platina. Seu próximo e último single commercial foi "Pump It", com samples de "Misirlou", de Dick Dale, conseguiu a 8ª posição na Austrália.
Mesmo sendo um álbum de hip-hop, Monkey Business conta com alguns solos de violão tocados por Jack Johnson em "Gone Going".

### 2006—08:Song About Girls
Durante 2006, ele contribui na produção do álbum de Sérgio Mendes, Timeless, The Big Bang de Busta Rhymes, Press Play de Diddy, The Dutchess de Fergie, PCD de The Pussycat Dolls, Ordinary People de John Legend, FutureSex/LoveSounds de Justin Timberlake, Doctor's Advocate de The Game, Ciara: The Evolution de Ciara, e Hip Hop Is Dead de Nas.
will.i.am estava trabalhando com Michael Jackson para seu esperado álbum de retorno ao mundo da música, junto com projetos com Mariah Carey, Whitney Houston, Amerie, Rihanna, Pussycat Dolls, Nicole Scherzinger, Melody Thornton, Hilary Duff, Cassidy, Lil Wayne, Talib Kweli, Lupe Fiasco, Marcelo D2, Common, Fabolous, Chamillionaire, Chilli, Bone Thugs-N-Harmony, e Macy Gray. Ele trabalhou em "More and More", "Ring It", "Baby Love" e "On the Move" para o primeiro álbum solo da vocalista e líder das Pussycat Dolls, Nicole Scherzinger, intitulado Her Name Is Nicole, que seria lançado em Novembro de 2007, mas foi cancelado por várias razões.
Em 2007, will.i.am lança seu terceiro álbum solo, que deverá ter o sucesso que os anteriores não tiveram. Intitulado de Songs About Girls, o álbum foi lançado em 25 de Setembro de 2007 e seu primeiro single foi "I Got It From My Mama", lançado em Agosto de 2007, que atingiu a posição #31 na parada norte-americana Billboard Hot 100. O segundo single do álbum foi confirmado como sendo "One More Chance".

### 2009—10:The E.N.D.

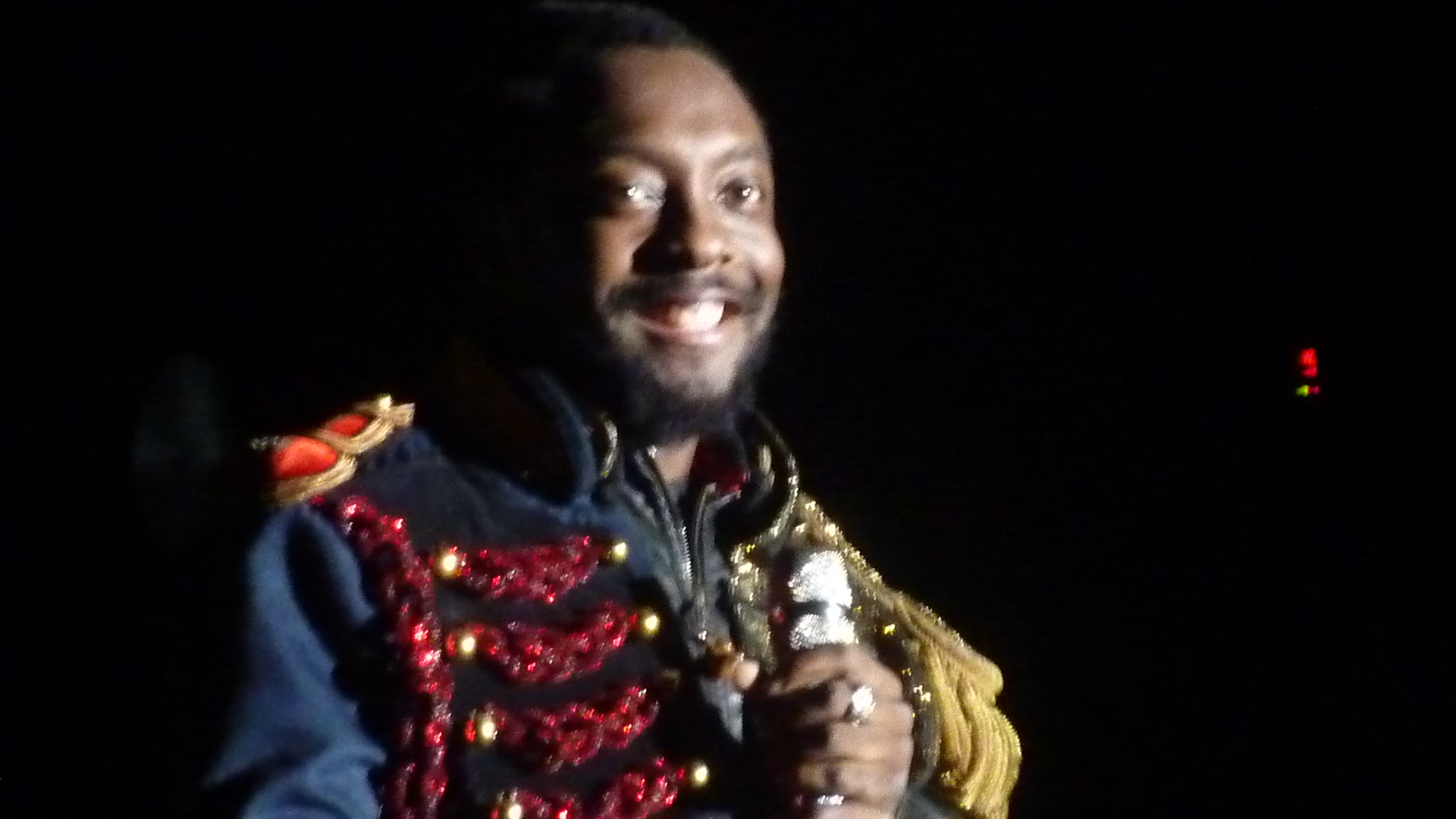
will.i.am durante um show da The E.N.D. World Tour

O quinto álbum do grupo, The E.N.D. ("The Energy Never Dies"), foi lançado em 9 de Junho de 2009. "Boom Boom Pow" foi lançado nas radios Americanas em 10 de Março de 2009 e foi lançada em 30 de Março de 2009 no iTunes. Se tornou a primeira música desse álbum a chegar ao topo, onde ficou por 12 semanas, no topo da Billboard Hot 100, chegando ao número 1 na Austrália, Canadá e Inglaterra. O álbum tem uma batida mais voltada para o electro-hop. O álbum chegou à 1ª posição na Billboard 200 em 27 de Junho de 2009, vendendo 304 mil cópias.
O primeiro promo single, "Imma Be", foi lançado para download no iTunes em 19 de Maio nos EUA, entrando na posição 50ª da Billboard Hot 100 em 6 de Junho de 2009.
Taboo disse à revista iProng que The E.N.D. pode ser o último cd do BEP a ser lançado na forma física, em favor ao lançamento digital de álbuns no futuro.
O segundo promo single "Alive" foi lançado para download em 26 de Maio via Sendle.com.
Após o lançamento de The E.N.D., o Black Eyed Peas lançou "I Gotta Feeling, produzida por David Guetta, como o segundo single do álbum. "I Gotta Feeling" chegou ao topo da U.S. iTunes chart substituindo "Boom Boom Pow" que caiu para a 2ª posição. Chegou a 3ª e depois à 2ª posição na Inglaterra. Estreou como número 2 na Hot 100 atrás de "Boom Boom Pow" e depois a ultrapassou chegando à 1ª posição. The Black Eyed Peas entrou para o grupo de artistas que teve mais músicas na 1ª e 2ª posição da Hot 100 simultaneamente. O grupo esteve no topo dos chartes por 26 semanas, mais semanas consecutivas do que qualquer outro grupo.

### 2010—atualmente:The Beginninge novo álbum solo

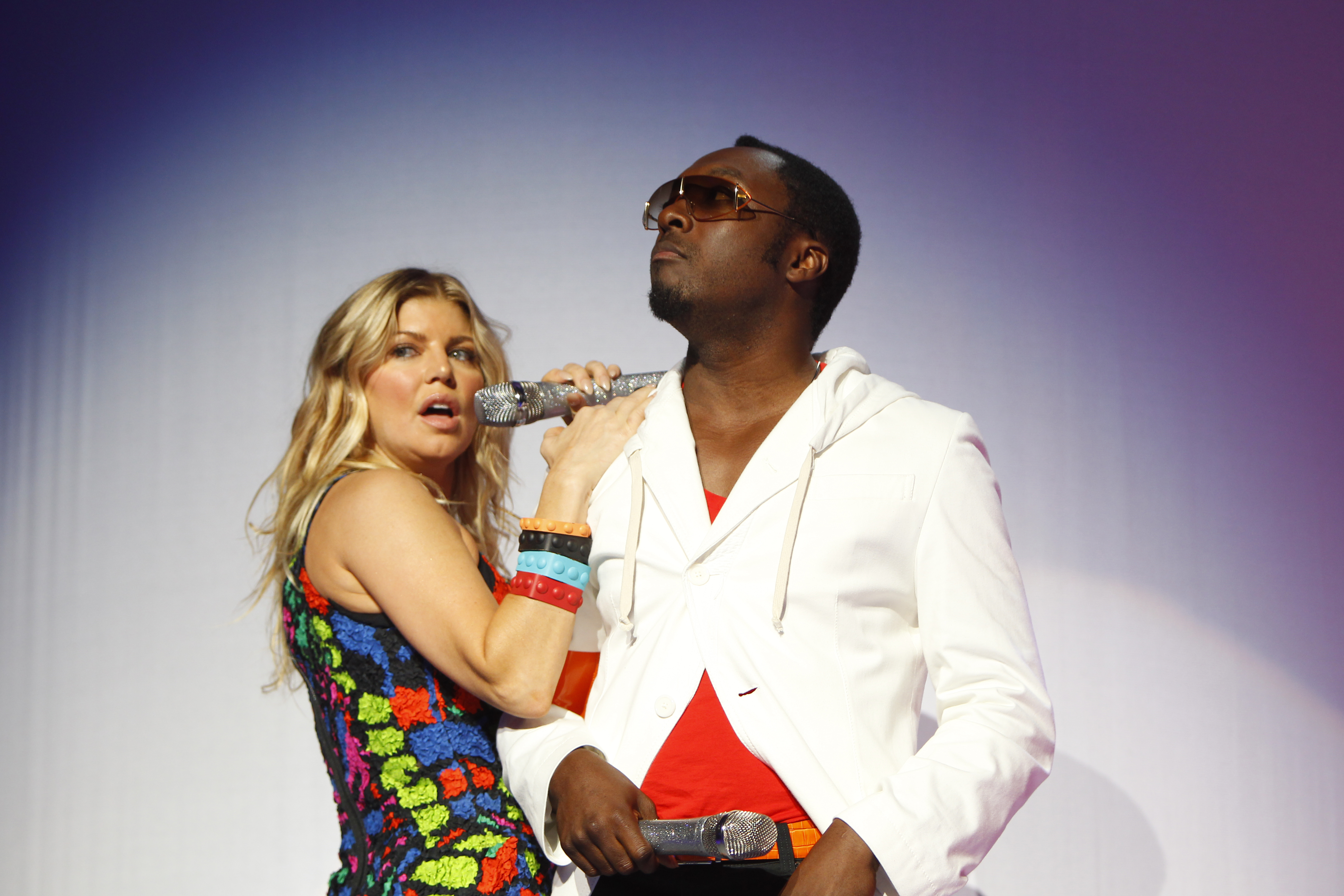
Fergie e will.i.am durante uma performance

Em 2010, gravou ao lado do rapper somali K'naan e do DJ francês David Guetta a música "Waving Flag" e fez uma parceria com Usher na música "OMG", que ele mesmo produziu.
Em Fevereiro de 2010, foi anunciado o próximo álbum do Black Eyed Peas. Apl.de.ap disse que será uma “continuação" do The E.N.D. O álbum foi lançado no dia 30 de novembro. will.I.am confirmou o nome "The Beginning". O primeiro Single é chamado "The Time (Dirty Bit)" e foi divulgado por will.i.am no dia 21 de outubro de 2010. A música, produzida por ele mesmo, que contém samples do tema do filme Dirty Dancing, estreou na 13° posição na Billboard Hot100 e alcançou a 4° posição da Parada Estadunidense. Já no Brasil, chegou a alcançar o primeiro lugar nas músicas mais pedidas pelos ouvintes da rádio Jovem Pan FM.
A partir de janeiro de 2011, will.i.am passa também a integrar o grupo Intel. O rapper será o diretor de criação, onde ajudará a criar tablets e celulares. A parceria já é demonstrada no clipe "The Time (Dirty Bit)" (2010). Para alguns dos aparelhos eletrônicos da Apple, will.i.am lançou o primeiro aplicativo em 360° incluindo o videoclip de "The Time (Dirty Bit)".
Em fevereiro de 2011, foi anunciado que ele estava trabalhando em uma música com o ícone pop Britney Spears para seu tão aguardado sétimo álbum de Femme Fatale. A música se chama "Big Fat Bass".
Em março, will.i.am, voltou ao Brasil, para o carnaval carioca, além disso ele participou de várias festas pelo país, e foi convidado para vários programas de TV.
Em abril, co-estrelou Rio,filme animado em3-D da 20th Century Fox e Blue Sky Studios, dirigido por Carlos Saldanha e escrito por Don Rhymer. Os personagens são dublados, na versão original, por Anne Hathaway, Will dublou o personagem Pedro. Além disso gravou e produziu várias músicas para o filme, inclusive, Hot Wings (I Wanna Party), colaboração com Jammie Foxx. No dia 10 de abril, will.i.am postou em sua conta no Dipdive um versão remix da música "Drop It Low" que fez parte do filme.
will.i.am começou a produção de um novo álbum solo em 2011, o primeiro single foi "Great Times", lançado em casa noturna em São Paulo, Brasil no dia 18 de Outubro. will.i.am gravou também o videoclipe da canção no Brasil, no bairro carioca de Ipanema. Outras canções do novo álbum vazaram como "Party Like an Animal" com a participação de Eva Simons e LMFAO, "T.H.E. (The Hardest Ever)" com Jennifer Lopez e Mick Jagger e "Drop Bombs". Serão lançados dois albuns, um eletrónico (Willpower) e o outro puro hip-hop (Black Eistein).

## Trabalhos com Michael Jackson

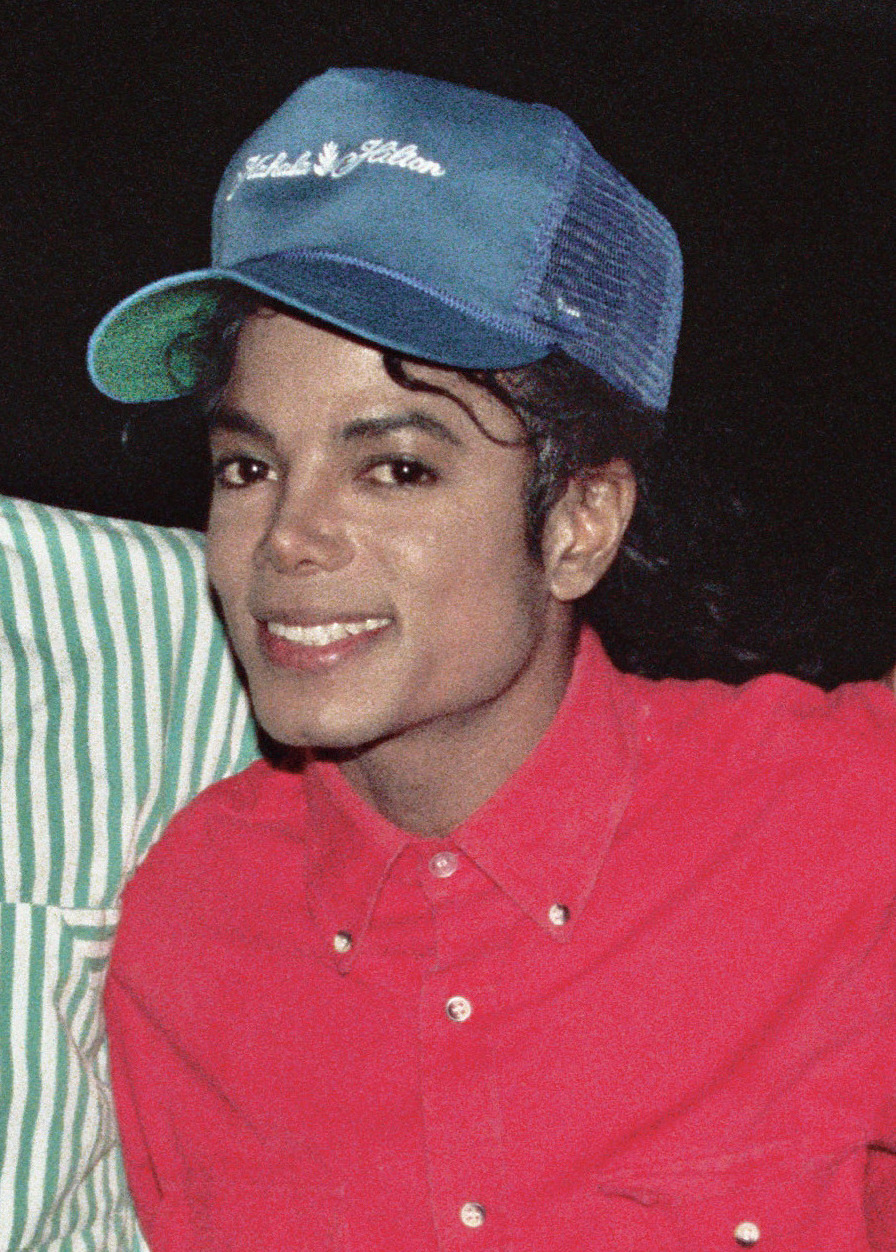
Jackson é umas das inspirações de will

Em 2008 will.i.am foi convidado a integrar a equipe de Michael Jackson para um álbum de remixes, comemorando 25 anos do single Thriller, intitulado "Thriller 25th", além de produzir o álbum, will.i.am teve seus vocais adicionados no remix de The Girl Is Mine 2008. A música também esteve na tracklist da coletânea King of Pop.
Após o falecimento de Michael Jackson, em 2009, will.i.am recebeu um convite para participar do lançamento do disco Michael em tributo ao Michael Jackson. will recusou o convite:
"Não acho que isso deva ser lançado nunca. É ruim". Ele era um perfeccionista e não gostaria que fosse lançado assim. Como você pode lançar Michael Jackson quando ele não está aqui para aprovar isso? Agora que ele não e mais parte do processo, o que eles estão fazendo? Para que lançar um disco como esse? Ele era meu amigo e acho isso um desrespeito. O que há de errado com o que ele já deu ao mundo?— will.i.am sobre álbum póstumo de Michael Jackson

## Música eletrônica
will.i.am costumava frequentar raves, quanto estava no ensino médio, e afirma que tem história com a cultura rave, é por isso que ele escolheu um som mais electro para os álbum do Black Eyed Peas The E.N.D e The Beginning. Apesar do uso electro e house music, will.i.am prefere manter distância do pop, a fim de manter a teoria de que a música rave é para esoterismo da cultura rave (essas pessoas são também conhecidas como "ravers"). Em um artigo no Los Angeles Times, ele menciona que o sigilo sobre o paradeiro de raves é o a faz especial, e diferente do normal.

### Zuper Blahq
Zuper Blahq é um pseudônimo de will.i.am para um projeto como DJ, que teve um lançamento solo e uma colaboração com Steve Aoki no single "I'm In The House", que alcançou o a posição #29 no UK Singles Chart. Em janeiro de 2011, um vídeo musical dirigido por Sutton Jam, intitulado "Dance", foi lançado sob esse pseudônimo electro, e com um vídeo musical com Natalia Kills, que também teve um papel breve na canção. will.i.am também aparece como DJ.

## Vida pessoal
De acordo com uma entrevista com o tablóide britânico The Sun, will.i.am diz que ele sofre de tinnitus, uma condição de saúde que é comum entre os músicos que tenham sido expostos a música alta por períodos prolongados de tempo. Em abril de 2013, ele afirmou que tem déficit de atenção e hiperatividade.
É sobrinho do ex-jogador da NFL Lynn Cain, que jogou para o Atlanta Falcons e os Los Angeles Rams. will.i.am passou grande parte de sua vida olhando para o seu tio como um modelo a seguir.
Em 22 de junho de 2009, fofocas sobre o blogueiro Perez Hilton afirmaram que ele acusou will.i.am e sua comitiva de o terem agredido em Toronto, após o MuchMusic Video Awards. will.i.am negou a acusação em um vídeo postado em seu blog

## Filmografia

### Cinema
| Ano  | Título                           |
| ---- | -------------------------------- |
| 2008 | Madagascar 2                     |
| 2009 | Arthur e a Vingança de Maltazard |
| 2009 | X-Men Origens: Wolverine         |
| 2010 | Uma Noite Fora de Série          |
| 2011 | Rio                              |
| 2014 | Rio 2                            |
| 2017 | Cars 3                           |

### Televisão
| Ano  | Título                      | Papel                                     | Nota         |
| ---- | --------------------------- | ----------------------------------------- | ------------ |
| 2005 | Joan of Arcadia             | Three Card Monte Guy God                  | 1 episódio   |
| 2006 | Instant Def                 | Nate                                      | 5 episódios  |
| 2007 | Cane                        | Como ele mesmo                            | 1 episódio   |
| 2010 | American Dad                | Best Little Horror House in Langley Falls | 1 episódio   |
| 2011 | The Cleveland Show          | Bernard                                   | 4 episódios  |
| 2011 | Caldeirão Do Huck           | Como ele mesmo                            | 1 episódio   |
| 2012 | The Cleveland Show          | will.i.am                                 | 1 episódio   |
| 2012 | The Voice UK (1ª Temporada) | will.i.am                                 | 17 episódios |
| 2013 | The Voice UK (2ª Temporada) | will.i.am                                 | TBA          |
| 2014 | The Voice UK (3ª Temporada) | will.i.am                                 | TBA          |
| 2019 | The Rookie                  | will.i.am                                 | 1 episódio   |

## Discografia
Álbuns de estúdio
| Ano  | Álbum             |
| ---- | ----------------- |
| 2001 | Lost Change       |
| 2003 | Must B 21         |
| 2007 | Songs About Girls |
| 2013 | willpower         |

## Prêmios

### Daytime Emmy Awards
- 2008 - New Approaches in Daytime Entertainment: "Yes We Can"[17]

### Grammy Awards
- 2005 - Best Rap Performance by a Duo or Group: "Let's Get It Started"
- 2006 - Best Rap Performance by a Duo or Group: "Don't Phunk with My Heart"
- 2007 - Best Pop Performance by a Duo or Group with Vocals: "My Humps"
- 2009 - Best Urban/Alternative Performance: "Be OK"
- 2010 - Best Short Form Music Video: "Boom Boom Pow"
- 2010 - Best Pop Vocal Album: "The E.N.D"
- 2010 - Best Pop Performance by a Duo or Group: "I Gotta Feeling"[18]

### Latin Grammy Awards
- 2006 and 2005 - Best Brazilian Contemporary Pop Album: "Timeless" (com Sérgio Mendes)

### DO Something Awards
- 2012 - Music Artist